# Ак жол (партия, Кыргызстан)
«Ак жол» (кирг. Ак Жол) — политическая партия в Кыргызстане. Основана президентом Кыргызстана Курманбеком Бакиевым 15 октября 2007 года для участия в парламентских выборах 2007 года. Она доминировала в политической системе страны и считалась самой влиятельной партией в стране.
На выборах 2007 года «Ак жол» получила 71 из 90 мест и была одной из трёх партий, вошедших в парламент. Однако после революции были назначены досрочные выборы, и партия потеряла все свои места. С тех пор она больше не входила в парламент.

## Участие в выборах

### Парламентские выборы
| Выборы | Кол-во голосов | %    | Мест     | +/- |
| ------ | -------------- | ---- | -------- | --- |
| 2007   | 183 346        | 3,09 | 71 из 98 | ▲71 |